# Naštěstí (ne)máme mléko
Naštěstí (ne)máme mléko (anglicky Fortunately, the Milk) je knížka pro děti od britského spisovatele Neila Gaimana, který je jedním z nejznámějších spisovatelů zaměřených na žánr fantasy a sci-fi. Kniha poprvé vyšla v roce 2013. Do českého jazyka ji přeložil Petr Eliáš, v nakladatelství Albatros vyšla v roce 2015. V knize také najdeme mnoho zábavných ilustrací, jejichž autorem je Chris Riddell.

## Postavy
- chlapec a jeho sestra
- tatínek
- nadpřirozené bytosti: upíři, mimozemšťané, piráti, černovlasí mužíci, dinosauři galaktické vesmírné policie, fialoví trpaslíci

## Děj
Když si malý chlapec se svojí mladší sestrou chtějí dát ke snídani cereálie, zjistí, že nemají mléko, které si do nich tak rádi nalévají. Tatínek se ho vydá koupit, ale cesta mu trvá celou věčnost. Po čase, když chlapec snědl suché cereálie, se tatínek objeví ve dveřích a začíná vyprávět příběh, který se mu přihodil. Když odcházel s mlékem z obchodu, tak ho unesla podivná létající věc a v ní viděl mimozemšťany. Těm ale utekl a ocitl se na palubě pirátů. Své mléko stále pevně držel. Tatínkovi se opět podařilo utéct, a tak jeho cesta pokračovala dál. Ocitl se v létajícím balóně, kde se nacházel také profesor Steg, se kterým prožil veškerá další dobrodružství. Cestovali v čase a přistáli v džungli, kde se střetli s černovlasými lidmi. Dále viděli poníky, upíry, cestovali do tmy, až se opět dostali do kovového létajícího objektu. Tam tatínek zachrání planetu, ale také ochrání sám sebe a ostatní před mimozemšťany. Pak se ocitl u zadních vrátek svého domu. Po tom, co dokončí své vyprávění o cestě pro mléko, děti na něho hledí velmi podezřívavě a zkoumají mléko, které jim nakonec donesl.

## Přijetí díla a interpretace
Kniha Naštěstí (ne)máme mléko je vhodná pro děti od 6 let, ale může si ji přečíst i člověk staršího věku, který má v sobě duši dítěte a má rád fantazijní a neobvyklé příběhy. Starší čtenáři by v této knize mohli najít metaforu o tom, jak je láska rodičů a péče o děti klíčová k překonávání různých překážek. Dílo bylo přijato velmi kladně. Deník Guardian označil dílo za vynalézavé, i když méně vhodné pro děti než předchozí autorovu dětskou literaturu. Tatínek se ve své vysvětlování, proč přišel pozdě, nechává inspirovat předměty kolem sebe (které jsou vidět na ilustracích) a v tomto připomíná postavu Rogera Kinta z filmu Obvyklí podezřelí, což ocení zejména starší. Zpravodajský ekonomický deník E15 napsal, že Neil Gaiman nezklamal a opět potvrzuje, že patří k těm nejlepším současným spisovatelům knížek pro děti. Umí psát velmi chytře a výsledné dílo je svižnou knížkou, u které se nasmějí všechny generace. Také tento deník chválí ilustraci od Chrise Riddella, která doplňuje atmosféru celé knihy. 